# Carlo Blasis
Carlo Blasis (Napoli, 4 novembre 1795 – Cernobbio, 15 gennaio 1878) è stato un danzatore e coreografo italiano.

## Biografia
Di nobili origini, nacque a Napoli dal musicista Francesco Antonio De Blasis, che si adoperò per dargli la migliore educazione possibile anche seguendolo personalmente negli studi musicali. La sua famiglia si trasferì in Francia quando egli era ancora bambino ed è lì che ricevette un'educazione molto accurata in tutti i campi del sapere: lettere, matematica e geometria, anatomia, architettura, disegno e pittura. Studiò danza con i migliori maestri dell'epoca, tra i quali Jean Dutarque, Jean-Baptiste Blache, Augusto Vestris, Pierre Gardel e Salvatore Viganò. Debuttò molto giovane e ottenne un notevole successo. Fu molto apprezzato per l'eleganza della sua danza ma all'apice della carriera fu costretto a ritirarsi dalle scene a causa di un incidente al piede.
Dal 1818 al 1823 ha danzato al Teatro alla Scala di Milano in Dedalo e ne La Spada di Kenneth di Salvatore Viganò e nel 1819 si è cimentato nella coreografia Il Finto Feudatario, che però ha ottenuto uno scarso successo.
Blasis fu maestro di danza all'Imperial Regia Accademia di Ballo annessa al teatro alla Scala di Milano, istituzione che diresse dal 1837 al 1850. Al suo fianco, in qualità di vice-direttrice e maestra di mimo, la moglie Annunziata Ramaccini. Il suo insegnamento andava oltre la tecnica: egli sensibilizzava gli allievi alla necessità di conoscere le altre arti (pittura, scultura, musica, letteratura), per formare il danzatore soprattutto come uomo e come artista.

Blasis era un uomo molto colto: oltre che danzatore, coreografo e insegnante di danza, era anche compositore di musica, scrittore, disegnatore e filosofo. Scrisse numerosi trattati e manuali sulla didattica della danza ed è considerato il fondatore di un vero e proprio metodo didattico dal quale discenderanno i grandi maestri del tardo Ottocento e del primo Novecento: a partire dal suo allievo Giovanni Lepri, che a sua volta sarà il maestro del grande Enrico Cecchetti. 
Mr. Blasis era uomo colto, letterato egregio ed aveva anche scritto e pubblicato molto intorno all'arte della danza, che conosceva in tutti i più mirabili dettagli, nelle più delicate sfumature, rendendola arte intellettuale, e non solo arte ginnastica - Claudina Cucci 
Più che per la sua opera di coreografo, è noto per essere stato un grande teorico della danza. Nel 1820 pubblicò il Traité élémentaire, théorique et pratique de l'art de la danse in cui analizzava in profondità i meccanismi del movimento. Questo trattato, tradotto per la prima volta dal coreografo Ugo Dell'Ara nel 1965, rimane valido ancora oggi come strumento di didattica accademica. 
Nel 1828 pubblicò il Code of Terpsichore, una sorta di enciclopedia della danza che tratta della storia e della tecnica del balletto. Il libro fu tradotto in francese con il titolo di Manuel Complet de la Danse nel 1830.
Nel 1857 pubblicò a Milano il suo libro più ambizioso: L'uomo fisico, intellettuale e morale, un testo soprattutto filosofico, in cui si analizza la natura e la struttura dell'essere umano al fine di pervenire all'espressione dei sentimenti tramite le posture e i movimenti del corpo.

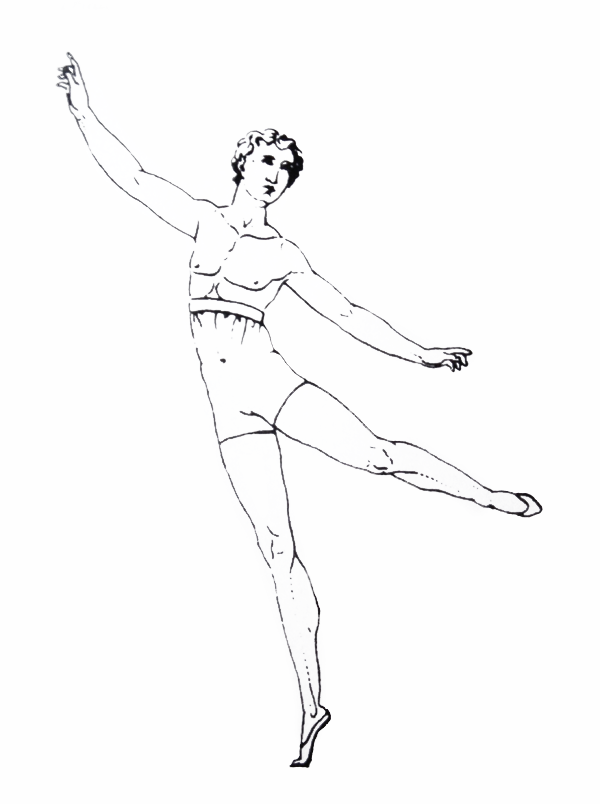
Arabesque dal Traité di Blasis

A lui si deve l'invenzione della posa del balletto classico chiamata "attitude", ispirata dalla statua del Mercurio del Giambologna. Blasis ha inoltre fissato le regole delle arabesque, dei tempi dell'adagio e degli enchainements (concatenazioni di passi), ha definito l'en dehors a 180 gradi e ha impostato la struttura della lezione di danza con gli esercizi alla sbarra, gli adagio, le pirouettes e gli allegro. Gli elementi degli esercizi alla sbarra sono stati tutti ideati da lui e la struttura della lezione da lui definita è rimasta la stessa per oltre un secolo e mezzo, arrivando inalterata fino ai giorni nostri. 
 
Blasis come maestro e direttore della scuola del teatro alla Scala di Milano ha formato e influenzato un'intera generazione di ballerini, tra i quali: Amalia Brugnoli, Lucile Grahn, Carlotta Grisi, Fanny Cerrito, Carolina Rosati, Carlotta Brianza, Pierina Legnani, Maria Giuri, Cecilia Cerri, Ester Teresa Ferrero, Virginia Zucchi, Sofia Fuoco, Claudina Cucchi, Flora Fabbri, Maria Baderna e Giovanni Lepri, futuro maestro di Enrico Cecchetti. Tra i coreografi che studiarono con lui ci furono: Ippolito Monplasir, Giovanni Casati, Ferdinando Pratesi e Pasquale Borri.